# Martín Pérez Scremini
Martín Pablo Pérez Scremini (ur. 26 grudnia 1949 w Montevideo) – urugwajski duchowny rzymskokatolicki, od 2008 biskup Floridy.

## Życiorys
Święcenia kapłańskie otrzymał 14 czerwca 1985 i został inkardynowany do archidiecezji Montevideo. Pracował m.in. jako wykładowca i rektor miejscowego seminarium, był także wikariuszem generalnym archidiecezji.
6 marca 2004 papież Jan Paweł II mianował go biskupem pomocniczym Montevideo ze stolicą tytularną Vazari. Sakry biskupiej udzielił mu abp Nicolás Cotugno Fanizzi, ordynariusz tejże archidiecezji.
15 marca 2008 został ustanowiony biskupem Floridy.